# Comunitat de municipis de l'Aulne Marítim
La Comunitat de municipis de l'Aulne Marítim (CCAM) (en bretó Kumuniezh kumunioù Arvor ar Stêr Aon) és una estructura intercomunal francesa, situada al département del Finisterre a la regió Bretanya. Té una extensió de 103,14 kilòmetres quadrats i una població de 7.203 habitants (2008).

## Composició
Agrupa quatre comunes :
1. Le Faou
2. Pont-de-Buis-lès-Quimerch
3. Rosnoën
4. Saint-Ségal